# Medzianský potok
Medzianský potok (hp 4-30-09-1021) je vodní tok v dolním Šariši, v severozápadní části okresu Vranov nad Topľou. Je to pravostranný přítok Tople a má délku 9,9 km, je tokem IV. řádu. 

## Popis
Pramení na severním okraji Slanských vrchů na severovýchodním úpatí vrchu Tři chotáre (1 025,2 m n. m.) v nadmořské výšce přibližně 510 m n. m..
Na horním toku teče v krátkých úsecích nejprve k severu, poté k severovýchodu a opět k severu. Obcí Pavlovce protéká severoseverovýchodním směrem, po přibrání přítoku z oblasti Dolin se stáčí a pokračuje víceméně východním směrem, přičemž se koryto výrazněji zvlní. V obci Medzianky se větví na dvě ramena o délce cca 450 m.Potok se vlévá do řeky Tople u osady Grodzin, severovýchodně od města Hanušovce nad Topľou, v nadmořské výšce přibližně 162 m n. m. 

## Přítoky
- Pravostranné: přítok z oblasti Zadného lánu, krátký přítok ze severního svahu Legana (310,0 m n. m.), Hrabovec, Hanušovský potok.

- Levostranné: krátký přítok z oblasti Zakameňa, Stravný potok, přítok z oblasti Dolín, Hrabinky, přítok pramenící východně od obce Radvanovce, krátký přítok pramenící severně od obce Medzianky a přítok z oblasti Medzianskych skalek.

## Geomorfologické celky
- Slanské vrchy, geomorfologický podcelek Šimonka
- Beskydské předhůří, geomorfologický podcelek Hanušovská pahorkatina

## Obce
- Pavlovce
- osada Podlipníky
- Medzianky
- Hanušovce nad Topľou